# Andrés Ferro
Andrés Enrique Ferro Peña (Caracas, 2 agosto 2001) è un calciatore venezuelano, difensore del Metropolitanos e della nazionale venezuelana.

## Biografia
Ha origini italiane dal ramo paterno.

## Carriera

### Club
Ferro è cresciuto nel settore giovanile del Metropolitano con cui ha debuttato nel 2018. A partire dalla stagione successiva è stato promosso definitivamente in prima squadra, dove ha giocato da titolare al centro della difesa fino al 2023.
Il 4 agosto 2023 è stato ceduto in prestito al Central Córdoba (SdE). Ha debuttato con la nuova maglia dodici giorni dopo in Copa Argentina contro l'Independiente.
Nell'estate del 2024 si trasferisce all'Istria 1961, club della prima divisione croata.

### Nazionale
Ha debuttato con la nazionale venezuelana l'11 dicembre 2023 nell'amichevole contro la Colombia persa 1-0 proprio a causa di un suo autogol.

## Statistiche

### Presenze e reti nei club
Statistiche aggiornate al 2 aprile 2024.
| Stagione        | Squadra               | Campionato      | Campionato | Campionato | Coppe nazionali | Coppe nazionali | Coppe nazionali | Coppe continentali | Coppe continentali | Coppe continentali | Altre coppe | Altre coppe | Altre coppe | Totale | Totale | Totale |
| Stagione        | Squadra               | Comp            | Pres       | Reti       | Comp            | Pres            | Reti            | Comp               | Pres               | Reti               | Comp        | Pres        | Reti        | Pres   | Reti   |        |
| --------------- | --------------------- | --------------- | ---------- | ---------- | --------------- | --------------- | --------------- | ------------------ | ------------------ | ------------------ | ----------- | ----------- | ----------- | ------ | ------ | ------ |
| 2018            | Metropolitanos        | PD              | 1          | 0          | CV              | 2               | 0               |                    | -                  | -                  |             | -           | -           | 3      | 0      |        |
| 2019            | Metropolitanos        | PD              | 21         | 0          | CV              | 0               | 0               |                    | -                  | -                  |             | -           | -           | 21     | 0      |        |
| 2020            | Metropolitanos        | PD              | 16         | 0          | CV              | 0               | 0               |                    | -                  | -                  |             | -           | -           | 16     | 0      |        |
| 2021            | Metropolitanos        | PD              | 22         | 1          | CV              | 0               | 0               | CS                 | 8                  | 0                  |             | -           | -           | 30     | 1      |        |
| 2022            | Metropolitanos        | PD              | 28         | 1          | CV              | 0               | 0               | CS                 | 7                  | 0                  |             | -           | -           | 35     | 1      |        |
| 2023            | Metropolitanos        | PD              | 11         | 1          | CV              | 0               | 0               | CL                 | 5                  | 0                  |             | -           | -           | 16     | 1      |        |
| 2023            | Central Córdoba (SdE) | PD              | -          | -          | CA+CdL          | 1+0             | 0               | CL                 | 0                  | 0                  |             | -           | -           | 1      | 0      |        |
| 2024            | Central Córdoba (SdE) | PD              | 0          | 0          | CA+CdL          | 0               | 0               |                    | -                  | -                  |             | -           | -           | 0      | 0      |        |
| Totale carriera | Totale carriera       | Totale carriera | 99         | 3          |                 | 3               | 0               |                    | 20                 | 0                  |             | -           | -           | 122    | 3      |        |

### Cronologia presenze e reti in nazionale
| Cronologia completa delle presenze e delle reti in nazionale ― Venezuela | Cronologia completa delle presenze e delle reti in nazionale ― Venezuela | Cronologia completa delle presenze e delle reti in nazionale ― Venezuela | Cronologia completa delle presenze e delle reti in nazionale ― Venezuela | Cronologia completa delle presenze e delle reti in nazionale ― Venezuela | Cronologia completa delle presenze e delle reti in nazionale ― Venezuela | Cronologia completa delle presenze e delle reti in nazionale ― Venezuela | Cronologia completa delle presenze e delle reti in nazionale ― Venezuela |
| Data                                                                     | Città                                                                    | In casa                                                                  | Risultato                                                                | Ospiti                                                                   | Competizione                                                             | Reti                                                                     | Note                                                                     |
| ------------------------------------------------------------------------ | ------------------------------------------------------------------------ | ------------------------------------------------------------------------ | ------------------------------------------------------------------------ | ------------------------------------------------------------------------ | ------------------------------------------------------------------------ | ------------------------------------------------------------------------ | ------------------------------------------------------------------------ |
| 10-12-2023                                                               | Fort Lauderdale                                                          | Colombia                                                                 | 1 – 0                                                                    | Venezuela                                                                | Amichevole                                                               | -                                                                        |                                                                          |
| Totale                                                                   |                                                                          | Presenze                                                                 | 1                                                                        |                                                                          | Reti                                                                     | 0                                                                        |                                                                          |

## Palmarès

### Competizioni nazionali
- Campionato venezuelano: 1

Metropolitanos: 2022